# Đỗ Kỳ Phong
Đỗ Kỳ Phong (tiếng Trung: 杜琪峰, tiếng Anh: Johnnie To Kei-fung, sinh ngày 22 tháng 4 năm 1955) là một nam nhà làm phim người Hồng Kông. Được đánh giá là một trong những nhà làm phim xuất sắc nhất của điện ảnh Hồng Kông, tên tuổi của ông cũng được khán giả và giới phê bình quốc tế đón nhận nồng nhiệt. Xuyên suốt sự nghiệp của mình, Đỗ Kỳ Phong đã làm rất nhiều bộ phim ở các thể loại, song những bộ phim thuộc thể loại hành động – tội phạm của ông thường được khán giả biết đến nhiều nhất.
Một số tác phẩm của Đỗ Kỳ Phong đã có được thành công vang dội trên thị trường quốc tế, và đa số đều có mặt tại các liên hoan phim quốc tế, cũng như được phân phối phát hành tại các nước trên thế giới. Ngoài vai trò đạo diễn, ông còn là một nhà sản xuất điện ảnh nổi tiếng thông qua việc sáng lập Milkyway Image vào năm 1996 cùng với người cộng sự của ông, Vi Gia Huy, và điều hành hãng phim này kể từ đó.

## Sự nghiệp
Năm 1973, sau khi tốt nghiệp phổ thông, Đỗ Kỳ Phong tham gia lớp đào tạo diễn viên của hãng truyền hình TVB. Hoàn thành khóa học, Đỗ bắt đầu tham gia các công đoạn sản xuất phim truyền hình của TVB, từ trợ lý sản xuất, đạo diễn đến nhà sản xuất.
Năm 1980, Đỗ Kỳ Phong được giao đạo diễn bộ phim điện ảnh đầu tiên, Bích thủy hàn sơn đoạt mệnh kim (碧水寒山奪命金). Phải chờ gần 10 năm sau tài năng của ông mới thực sự được công nhận sau khi Đỗ đạo diễn bộ phim cực kì ăn khách A Lang đích cố sự (阿郎的故事) với sự tham gia của ngôi sao hàng đầu của điện ảnh Hồng Kông lúc bấy giờ là Chu Nhuận Phát. Với bộ phim này, Đỗ Kỳ Phong lần đầu tiên được đề cử giải Đạo diễn xuất sắc nhất tại Giải thưởng Điện ảnh Hồng Kông. Năm 1993 Đỗ Kỳ Phong đạo diễn một bộ phim ăn khách khác là Đông phương tam hiệp (東方三俠) với sự tham gia của ba ngôi sao nữ Mai Diễm Phương, Trương Mạn Ngọc và Dương Tử Quỳnh.
Năm 1996, cùng với người cộng tác lâu năm Vi Gia Huy, Đỗ Kỳ Phong thành lập hãng phim riêng Hãng phim Ngân Hà (銀河圖像) và tập trung làm đạo diễn và sản xuất cho các bộ phim của công ty này. Đỗ Kỳ Phong nổi tiếng là người làm việc năng suất và có phong cách đạo diễn đa dạng, không chỉ thành công với những bộ phim hài ăn khách như Cô nam quả nữ (孤男寡女, 2000) hay Sấu thân nam nữ (瘦身男女, 2001) (cả hai phim đều do Lưu Đức Hoa và Trịnh Tú Văn thủ vai chính), Đỗ còn có thể thực hiện những bộ phim hình sự được đánh giá cao như Ám chiến (暗戰, 1999) hay Sinh hỏa (鎗火, 1999). Sinh hỏa cũng giúp Đỗ Kỳ Phong giành giải Đạo diễn xuất sắc nhất tại Giải thưởng Điện ảnh Hồng Kông lần đầu tiên.
Đại hòa thượng (大只佬, 2003) là bộ phim đột phá của Đỗ Kỳ Phong khi ông thử nghiệm lần đầu đề tài mang tính triết lý cao và ít yếu tố hành động hoặc hài hước thường thấy trong các tác phẩm trước đó của Đỗ. Thử nghiệm đầu tiên của đạo diễn đã thành công khi bộ phim vừa trở thành tác phẩm ăn khách, vừa thắng lớn tại Giải thưởng Điện ảnh Hồng Kông khi giành cả giải Phim hay nhất, Vai nam chính xuất sắc nhất (cho Lưu Đức Hoa), Vai nữ chính xuất sắc nhất (cho Trương Bá Chi) và giải Đạo diễn xuất sắc nhất thứ hai cho Đỗ Kỳ Phong. Cũng trong năm 2003, Đỗ còn đạo diễn Rẽ phải, rẽ trái (向左走·向右走, tiếng Anh: Turn Left, Turn Right), một bộ phim tình cảm của Nga và Singapore.
Trong những năm gần đây đạo diễn lại trở về đề tài hình sự và "xã hội đen" quen thuộc của điện ảnh Hồng Kông với ba bộ phim Hắc xã hội (黑社會, 2005), Hắc xã hội: Dĩ hòa vi quý (黑社會以和為貴, 2006) và Phóng trục (放逐, 2006). Tuy đề tài không mới nhưng với cách thực hiện khác lạ, ba bộ phim "xã hội đen" này của Đỗ Kỳ Phong đều thành công về mặt doanh thu và được giới phê bình đánh giá cao. Trong số đó Hắc xã hội đã đem lại cho Đỗ giải Đạo diễn xuất sắc nhất thứ ba tại Giải thưởng Điện ảnh Hồng Kông. Hiện nay Đỗ Kỳ Phong và Phương Dục Bình đang là hai người có nhiều chiến thắng nhất tại hạng mục này với mỗi người 3 lần đăng quang.

## Phong cách làm phim
Những tác phẩm của Đỗ Kỳ Phong thường có sự hợp tác với cùng một dàn diễn viên và đội ngũ làm phim quen thuộc; trong đó, đa phần các tác phẩm đều đi sâu vào các chủ đề về tình bạn, số phận và bộ mặt của xã hội ở Hồng Kông thời nay. Dù đôi khi những bộ phim được mô tả là "đa diện và hoa mỹ" do khả năng chuyển đổi tông màu và thể loại giữa các bộ phim, tuy vậy, ông được xem là người có phong cách nhất quán khi làm phim, bao gồm sự pha trộn giữa chủ nghĩa hiện thực và góc nhìn khách quan về xã hội với các yếu tố hình ảnh và diễn xuất được cách điệu hóa cao. Trong một buổi phỏng vấn, ông cũng đã trích dẫn lời rằng Hồ Kim Thuyên là vị đạo diễn có sức ảnh hưởng và cảm hứng rất lớn trong các bộ phim của ông.
Các tác phẩm của ông luôn nhận được sự tôn trọng trung thành từ các khán giả và giới phê bình, trong đó có Quentin Tarantino, người từng nói rằng rất thích các bộ phim giang hồ của ông.

## Tác phẩm
| Năm  | Phim                             | Tiếng Trung          | Vị trí                                             | Ghi chú                                                                                  |
| ---- | -------------------------------- | -------------------- | -------------------------------------------------- | ---------------------------------------------------------------------------------------- |
| 1980 | The Enigmatic Case               | 碧水寒山奪命金       | Director                                           |                                                                                          |
| 1986 | Happy Ghost III                  | 開心鬼撞鬼           | Director                                           |                                                                                          |
| 1987 | Seven Years Itch                 | 七年之癢             | Director                                           |                                                                                          |
| 1988 | The Eighth Happiness             | 八星報喜             | Director                                           |                                                                                          |
| 1988 | The Big Heat                     | 城巿特警             | Co-Directed with Andrew Kam                        |                                                                                          |
| 1989 | All About Ah-Long                | 阿郎的故事           | Director                                           |                                                                                          |
| 1989 | The Iron Butterfly               | 特警90               | Producer and director                              |                                                                                          |
| 1990 | The Story of My Son              | 愛的世界             | Writer and director                                |                                                                                          |
| 1990 | A Moment of Romance              | 天若有情             | Producer                                           |                                                                                          |
| 1990 | The Iron Butterfly 2             | 特警90 II 之亡命天涯 | Producer and director                              |                                                                                          |
| 1990 | The Fun, the Luck & the Tycoon   | 吉星拱照             | Director                                           |                                                                                          |
| 1991 | Casino Raiders II                | 至尊無上II永霸天下   | Director                                           |                                                                                          |
| 1991 | The Royal Scoundrel              | 沙灘仔與周師奶       | Co-director with Jonathan Chik                     |                                                                                          |
| 1992 | Lucky Encounter                  | 踢到寶               | Director                                           |                                                                                          |
| 1992 | Justice, My Foot!                | 審死官               | Director                                           |                                                                                          |
| 1993 | The Heroic Trio                  | 東方三俠             | Producer and director                              |                                                                                          |
| 1993 | Executioners                     | 現代豪俠傳           | Co-producer and co-director with Ching Siu-tung    |                                                                                          |
| 1993 | The Mad Monk                     | 濟公                 | Director                                           |                                                                                          |
| 1993 | The Bare-Footed Kid              | 赤腳小子             | Director                                           |                                                                                          |
| 1993 | Thiên nhược hữu tình 2           | 天若有情II之天長地久 | Producer                                           |                                                                                          |
| 1995 | Loving You                       | 無味神探             | Director                                           |                                                                                          |
| 1995 | Only Fools Fall in Love          | 呆佬拜壽             | Producer                                           |                                                                                          |
| 1995 | Fatal Assignment                 | 共闖天涯             | Producer                                           |                                                                                          |
| 1996 | A Moment of Romance III          | 天若有情III烽火佳人  | Producer and director                              |                                                                                          |
| 1996 | Beyond Hypothermia               | 攝氏32度             | Producer                                           |                                                                                          |
| 1997 | Lifeline                         | 十萬火急             | Director                                           |                                                                                          |
| 1997 | Intruder                         | 恐怖雞               | Producer                                           |                                                                                          |
| 1997 | The Odd One Dies                 | 兩個只能活一個       | Producer (uncredited as Director)                  |                                                                                          |
| 1997 | Too Many Ways to Be No. 1        | 一個字頭的誕生       | Producer                                           |                                                                                          |
| 1997 | Final Justice                    | 最後判決             | Producer                                           |                                                                                          |
| 1998 | A Hero Never Dies                | 真心英雄             | Producer and director                              |                                                                                          |
| 1998 | Expect the Unexpected            | 非常突然             | Producer                                           |                                                                                          |
| 1998 | The Longest Nite                 | 暗花                 | Producer (uncredited as Director)                  |                                                                                          |
| 1999 | Where a Good Man Goes            | 再見阿郎             | Producer and director                              |                                                                                          |
| 1999 | Running Out of Time              | 暗戰                 | Producer and director                              |                                                                                          |
| 1999 | The Mission                      | 鎗火                 | Producer and director                              |                                                                                          |
| 1999 | Sealed with a Kiss               | 甜言蜜語             | Producer                                           |                                                                                          |
| 2000 | Help!!!                          | 辣手回春             | Producer and director with Wai Ka-Fai              |                                                                                          |
| 2000 | Needing You...                   | 孤男寡女             | Producer and director with Wai Ka-Fai              |                                                                                          |
| 2000 | Comeuppance                      | 天有眼               | Producer                                           |                                                                                          |
| 2000 | Spacked Out                      | 無人駕駛             | Producer                                           |                                                                                          |
| 2001 | Wu yen                           | 鍾無艷               | Producer and director with Wai Ka-Fai              |                                                                                          |
| 2001 | Love on a Diet                   | 瘦身男女             | Producer and director with Wai Ka-Fai              |                                                                                          |
| 2001 | Fulltime Killer                  | 全職殺手             | Producer and director with Wai Ka-Fai              |                                                                                          |
| 2001 | Running Out of Time 2            | 暗戰2                | Producer; director with Law Wing-Cheong            |                                                                                          |
| 2001 | Gimme Gimme                      | 愛上我吧             | Producer                                           |                                                                                          |
| 2002 | Fat Choi Spirit                  | 嚦咕嚦咕新年財       | Producer and director with Wai Ka-Fai              |                                                                                          |
| 2002 | My Left Eye Sees Ghosts          | 我左眼見到鬼         | Producer and director with Wai Ka-Fai              |                                                                                          |
| 2002 | Second Time Around               | 無限復活             | Producer                                           |                                                                                          |
| 2003 | Love for All Seasons             | 百年好合             | Producer and director with Wai Ka-Fai              |                                                                                          |
| 2003 | PTU                              | PTU                  | Producer and director                              | Also known as PTU: Police Tactical Unit; start of the Tactical Unit series.              |
| 2003 | Looking for Mr. Perfect          | 奇逢敵手             | Producer                                           |                                                                                          |
| 2003 | Turn Left, Turn Right            | 向左走．向右走       | Producer and director with Wai Ka-Fai              |                                                                                          |
| 2003 | Running on Karma                 | 大隻佬               | Producer and director with Wai Ka-Fai              | Also known as An Intelligent Muscle Man (大只佬/大块头有大智慧)                          |
| 2003 | Memory of the Youth              | 少年往事             | Producer                                           |                                                                                          |
| 2004 | Breaking News                    | 大事件               | Producer and director                              |                                                                                          |
| 2004 | Throw Down                       | 柔道龍虎榜           | Producer and director                              |                                                                                          |
| 2004 | Yesterday Once More              | 龍鳳鬥               | Producer and director                              |                                                                                          |
| 2005 | Election                         | 黑社會               | Producer and director                              |                                                                                          |
| 2006 | 2 Become 1                       | 天生一對             | Producer                                           |                                                                                          |
| 2006 | Election 2                       | 黑社會以和為貴       | Producer and director                              | Also known as Triad Election                                                             |
| 2006 | Exiled                           | 放‧逐                | Producer and director                              |                                                                                          |
| 2007 | Mad Detective                    | 神探                 | Producer and director with Wai Ka-Fai              |                                                                                          |
| 2007 | Triangle                         | 鐵三角               | Producer and director with Tsui Hark and Ringo Lam |                                                                                          |
| 2007 | Hooked on You                    | 每當變幻時           | Producer                                           |                                                                                          |
| 2007 | Eye in the Sky                   | 跟蹤                 | Producer                                           |                                                                                          |
| 2008 | Linger                           | 蝴蝶飛               | Producer and director                              |                                                                                          |
| 2008 | Sparrow                          | 文雀                 | Producer and director                              |                                                                                          |
| 2008 | Tactical Unit – The Code         | 機動部隊─警例        | Producer                                           | Part of the Tactical Unit series.                                                        |
| 2008 | Tactical Unit – No Way Out       | 機動部隊─絕路        | Producer                                           | Part of the Tactical Unit series.                                                        |
| 2008 | Tactical Unit – Human Nature     | 機動部隊-人性        | Producer                                           | Part of the Tactical Unit series.                                                        |
| 2009 | Tactical Unit – Comrades in Arms | 機動部隊─衕袍        | Producer                                           | Part of the Tactical Unit series.                                                        |
| 2009 | Tactical Unit – Partners         | 機動部隊─伙伴        | Producer                                           | Part of the Tactical Unit series.                                                        |
| 2009 | Accident                         | 意外                 | Producer                                           |                                                                                          |
| 2009 | Vengeance                        | 復仇                 | Producer and director                              | French-Hong Kong co-production                                                           |
| 2009 | Push                             | —                    | Production services                                | United States-Hong Kong co-production                                                    |
| 2011 | Don't Go Breaking My Heart       | 單身男女             | Director with Wai Ka-Fai                           |                                                                                          |
| 2011 | Punished                         | 報應                 | Producer                                           |                                                                                          |
| 2011 | Life Without Principle           | 奪命金               | Producer and director                              |                                                                                          |
| 2012 | Romancing in Thin Air            | 高海拔之戀II         | Producer and director                              |                                                                                          |
| 2012 | Motorway                         | 車手                 | Producer                                           |                                                                                          |
| 2012 | Drug War                         | 毒戰                 | Director, producer                                 |                                                                                          |
| 2013 | Blind Detective                  | 盲探                 | Director                                           |                                                                                          |
| 2014 | Don't Go Breaking My Heart 2     | 單身男女2            | Director with Wai Ka-Fai                           |                                                                                          |
| 2014 | A Complicated Story              | 一個複雜故事         | Presenter                                          |                                                                                          |
| 2015 | Office                           | 華麗上班族           | Director                                           |                                                                                          |
| 2016 | Three                            | 三人行               | Producer and Director                              |                                                                                          |
| 2016 | Trivisa                          | 樹大招風             | Producer                                           |                                                                                          |
| 2019 | Chasing Dream                    | 我的拳王男友         | Producer and Director                              |                                                                                          |
| 2022 | Septet: The Story of Hong Kong   |                      | Screenwriter, Producer and Director                | Co-director with Yuen Woo Ping, Sammo Hung, Ann Hui, Ringo Lam, Tsui Hark và Patrick Tam |
| 2023 | Mad Fate                         |                      | Producer                                           |                                                                                          |
| TBA  | Election 3                       |                      | Producer and Director                              |                                                                                          |

## Giải thưởng
- Đỗ Kỳ Phong đã 3 lần giành giải Đạo diễn xuất sắc nhất (trong tổng số 13 lần được đề cử) tại Giải thưởng Điện ảnh Hồng Kông cho các phim:
  - 2000, Súng hỏa (鎗火)
  - 2004, Đại hòa thượng (大只佬)
  - 2006, Hắc xã hội (黑社會)
- Tại Giải thưởng Điện ảnh Kim Mã của Đài Loan, Đỗ Kỳ Phong cũng 2 lần được trao giải Đạo diễn xuất sắc nhất vào các năm 2000 (cho phim Sinh hỏa) và năm 2004 (cho phim Đại sự kiện (大事件)).
- Tại Liên hoan phim Quốc tế Catalunya (Festival Internacional de Cinema de Catalunya) năm 2005, Đỗ Kỳ Phong đã được trao giải thưởng Thành tựu trọn đời.

## Ngoài lề
- Trong các bộ phim về đề tài hình sự và "xã hội đen" của mình, Đỗ Kỳ Phong thường xuyên lựa chọn một số diễn viên quen thuộc vào những vai có tính cách tương tự trong các phim trước đó, đó là Huỳnh Thu Sinh, Lâm Gia Đống, Ngô Trấn Vũ, Nhậm Đạt Hoa, Lâm Tuyết và Trương Gia Huy. Cũng tương tự trong các bộ phim tình cảm hài, hai diễn viên thường xuyên giữ vai chính trong phim của Đỗ là Lưu Đức Hoa và Trịnh Tú Văn.
- Đỗ Kỳ Phong rất hay cộng tác với Vi Gia Huy, người này thường làm nhà sản xuất cho các bộ phim do người kia đạo diễn và đôi khi cả Đỗ và Vi cùng tham gia đạo diễn một bộ phim.